# 尼爾森山
78°3′S 155°0′W / 78.050°S 155.000°W
尼爾森山（英語：Mount Nilsen），是南極洲的山峰，位於愛德華七世地，處於帕特森山西南面7公里，屬於洛克菲勒山脈的一部分，在1929年由美國探險隊發現，現時由南極條約體系管理。